# 三硒代亚砷酸亚铊
三硒代亚砷酸亚铊，又称三硒代亚砷酸铊(I)，是一种无机化合物，化学式为Tl3AsSe3。

## 制备
三硫代亚砷酸亚铊可由化学计量比的单质在密封的石英玻璃容器中于600℃反应得到：
3 Tl + As + 3 Se → Tl3AsSe3

## 拓展阅读
- M. D. Ewbank, P. R. Newman, H. Kuwamoto. Thermal conductivity and specific heat of the chalcogenide salt: Tl3AsSe3. J. Appl. Phys. 53, 6450 (1982); DOI:10.1063/1.331520